# نهر السوير
نهر السُّوَير هو نهر في وسط شبه الجزيرة الإيبرية رافد لنهر وادي يانة في مقاطعة ثيوداد ريال ويطول نحو ١٠٠ كم.